# Приони
Приони (енгл. proteinaceous infectious particle) су посебни протеини који изазивају неколико фаталних неуродегенеративних болести код људи и животиња. Настају мутацијом гена који кодира један протеин људског тела, прионски протеин. Претпоставља се да абнормална тродимензионална структура даје инфективна својства. Реч прион потиче од „протеинске инфективне честице”. Претпоставља се да приони који се састоје од прионског протеина (PrP) узрокују преносиве спонгиформне енцефалопатије (TSE). Овакви измењени протеини могу се пренети на друге особе (инфективни су), након чега изазивају промену конформације прионских протеина код оболелих и на тај начин изазивају обољења људи и животиња. Код људи изазивају: спонгиформну енцефалопатију човека или Кројцфелд-Јакобову болест, куру - болест која се преноси канибализмом, Герстман-Штројслер-Шајнкер синдром, фаталну фамилијарну инсомнију. Код животиња изазивају болест лудих крава (лат. bovine spongoforme encefalopati), спонгиформну енцефалопатију код мачака, скрејпи (код овце), преносиву енцефалопатију нерца (енгл. transmissible mink encephalopathy - TME), болест пропадања (енгл. wasting disease) код јелена, итд. Приони се јављају и код биљака и гљива.
Прионска болест је протеопатија. Све познате прионске болести код сисара утичу на структуру мозга или другог неуронског ткива; све су прогресивне, за њих нема ефективног третмана и увек су фаталне. Постоји евиденција која указује да приони могу да учествују у процесу развоја Алцхајмерове и Паркинсонове болести, и оне се стога називају болестима сличним прионским. Такође је идентификовано неколико протеина квасца који имају прионогенска својства. Претпостављена улога протеина као инфективног агенса стоји у контрасту са свим другим познатим инфективним агенсима као што су вируси, бактерије, гљивице и паразити, сви од којих садрже нуклеинске киселине (ДНК, РНК или обе). Синтетички приони, створени у лабораторији независно од било којег биолошког извора, имају малу или никакву способност да изазову инфекцију. Међутим, када се синтетички приони примењују у комбинацији са кофакторима, као што су фосфатидилетаноламин и РНК молекули, онда они могу да пренесе TSE.
Неколико научних запажања остаје необјашњено хипотезом приона. Познато је да мишеви са тешком комбинованом имунодефицијенцијом не развијају скрејпи након инокулације можданим ткивом од инфицираних животиња, што указује да или улога имунитета у прионској патогенези није потпуно разјашњена или да постоји нека друга грешка у садашњем разумевању прионске патофизиологије. Недавно је показано да су за пренос скрејпа и Кројцфелд-Јакобова болести неопходне нуклеинске киселине специфичне за дате агенсе. Из тих разлога, прионске хипотезе непотпуно описују уочене чињенице. Прионски агрегати су стабилни, акумулирају се у инфектираном ткиву и повезани су са оштећењем ткива и умирањем ћелија. Ова структурна стабилност указује на то да су приони отпорни на денатурацију помоћу хемијских и физичких агенаса, што отежава уклањање и ограничавање тих честица. Структура приона донекле варира међу врстама. Прионска репликација је подложна епимутацији и природној селекцији као и други облици репликације.

## Грађа и порекло
Приони су измењени облици прион протеина. Прион протеин енгл.  је физиолошки протеин и налази се на површини нервних ћелија. Према неким истраживањима има улогу у заштити ових ћелија од слободних радикала кисеоника (нпр. водоник пероксида, супероксидног анјона итд). Прион протеин има молекулску масу од око 35 . Патолошки прион протеин, који је прво откривен код болести овце скрапије има молекулску масу од око 27-30 kDa и означава се као енгл. . Овај прион је отпоран на дејство протеаза и нагомилава се у унутрашњости нервних ћелија ћелија, што доводи до њихове дегенерације и изумирања. Уколико нормални прион протеин дође у контакт са патолошким енгл. , долази до промене његове конформације и он постаје патолошки.

## Патологија
Све болести изазване прионина могу се означити као спонгиформне енцефалопатије. Оне почињу лагано, теку прогресивно и након година доводе до деменције, касније и смрти. Приони се нагомилавају у нервним ћелијама у виду вакуола, па ове ћелије добијају облик сунђера што доводи до њиховог изумирања. Не долази до одбрамбене реакције организма и настанка запаљења.
- Спонгиформна енцефалопатија се може јавити спорадично услед нове мутације гена за прион протеин. На тај начин настаје класичан облик Кројцфелд-Јакобове болести. Болест је врло ретка, око 1 оболели на 1.000.000 становника годишње.
- Спонгформна енцефалопатија се може пренети и генетички. На тај начин настаје наследна форма Кројцфелд-Јакобове болести, Герстман-Штројслер-Шајнкер синдром и фатална фамилијарна инсомнија (видети инсомнија) (код људи).
- Приони су инфективне супстанце, па се човек или животиња може једноставно заразити и добити заразну форму спонгиформне енцефалопатије. Пошто се приони нагомилавају у нервним ћелијама, које су највише заступљене у мозгу, уношењем ових заражених ткива нпр. путем хране може изазвати ову болест. Тако може настати јатрогени облик Кројцфелд-Јакобове болести. (У току разних хируршких интервенција се контаминирани материјал од оболелог пацијента може пренети на другог, јер су приони врло отпорни на процес дезинфекције, међутим то је крајње редак случај). Болест куру која је слична Кројцфелд-Јакобовој болести јавља се на простору Нове Гвинеје, где се неким ритуалима практиковало конзумирање људског мозга од стране домородаца и на тај начин може се унети ткиво богато прионима.

## Симптоми болести изазване прионима
Пошто је погођен нервни систем у највећој мери јављају се неуролошки симптоми. Чести су поремећаји моторике нпр. у виду атаксије. Јављају се и когнитивни проблеми, деменција итд. На крају долази до смрти.

### Друго
|  | Молимо Вас, обратите пажњу на важно упозорење у вези са темама из области медицине (здравља). |